# Карл Филипп Бранденбург-Шведтский
Карл Филипп Бранденбург-Шведтский (нем. Karl Philipp von Brandenburg-Schwedt; 5 января 1673, Билефельд — 23 июля 1695, Казале-Монферрато) — бранденбургский принц, маркграф Бранденбург-Шведта. Карл Филипп — третий сын «великого курфюрста» Фридриха Вильгельма и его второй супруги Доротеи Софии, дочери герцога Филиппа Шлезвиг-Гольштейн-Зондербург-Глюксбургского.

## Биография
В 1693 году Карл Филипп получил от старшего сводного брата курфюрста Фридриха III звание генерал-лейтенанта за свои успехи в битве у Неервиндена. В Войну за пфальцское наследство Карл Филипп командовал вспомогательным контингентом бранденбургской армии, приданным в поддержку герцогу Виктору Амадею. 
В Турине принц Карл Филипп познакомился с графиней Катериной Сальмоур, урождённой маркизой ди Бальбиано, и тайно женился на ней 28 мая 1695 года. Бракосочетание состоялось во дворце в Венария-Реале. Бранденбургский дом, как и герцог Савойский, не признали брак. По указанию герцога Виктора Амадея Катерина была помещена под арест в монастыре во избежание дипломатического скандала. Карла Филиппа поддерживал Ватикан, где надеялись, что бранденбургский принц-протестант перейдёт в католики. В этой ситуации принц Карл Филипп внезапно умер от лихорадки. Спустя два года после его смерти Рим признал его брак законным, а в Бранденбурге продолжали отрицать его действительность. 
Бездетный принц Карл Филипп похоронен в крипте Гогенцоллернов в Берлинском кафедральном соборе. Его вдова Катерина отказывалась сложить титул «мадам Бранденбург» вопреки всем требованиям и уговорам из Берлина, пока в 1707 году не вышла замуж в третий раз за саксонского министра и генерала Августа Кристофа фон Ваккербарта.